# Aix-en-Provence
Aix-en-Provence ([ɛk.sɑ̃.pʀɔˈ.vɑ̃s]IPA) je město na jihu Francie v departementu Bouches-du-Rhône a regionu Provence-Alpes-Côte d'Azur. Nachází se asi 30 km severně od Marseille. Jedná se o typické univerzitní město: ze 141 100 obyvatel je asi 30 000 studentů.

## Historie
Na místě dnešního města byla již před 2000 let př. n. l. keltská a ligurská osídlení, v roce 122 př. n. l. zde v místě významného termálního pramene vzniklo první římské město v Galii Aquae Sextiae Salluvorum.
S rozšířením křesťanství v 1. století bylo ve městě zřízeno biskupství Aix, které bylo v 5. století povýšeno na arcibiskupství, a stalo se politickým centrem celé provincie. Od roku 1182 vládla v Aix provensálská šlechta, mezi lety 1501–1789 zde sídlil provensálský parlament.
V roce 1409 zde Ludvík II. z Anjou založil univerzitu. Za vlády jeho syna René byl Aix už centrem kulturního a uměleckého dění regionu. Tato zlatá doba vedla bezpochyby k legendě o královně Janě (Jeanne) a „dobrém králi René“, jehož socha je vystavena v horní části Cours Mirabeau. Rok po jeho smrti byla Provence připojena k francouzskému království. Město se ale po celá dvě staletí odmítalo podřídit centralistické politice monarchie. Teprve Ludvíku XIV. se podařilo vzpurné město zkrotit a nastolit řád v oblasti práva a náboženství. Nastalo období společenského a ekonomického rozkvětu města, vznikla nová luxusní čtvrť Mazarin založená roku 1646 bratrem slavného kardinála, která se stala novým bydlištěm místní šlechty a významných představitelů města.
Se vzestupem Marseille však Aix ztrácel svůj politický vliv, situace se znovu zlepšila až od 70. let 20. století, kdy zde začalo vznikat hlavně díky moderní univerzitě centrum výzkumu v oblasti výpočetní techniky.

## Památky
Městečko Saint-Sauver zároveň se čtvrtí Cité Comtale tvoří nejstarší část města. Prostírá se od katedrály k věži s astronomickým orlojem. Na horním konci ulice Gaston de Saporta (starodávné antické cestě) se nalézají středověké trosky hradeb. Katedrála Saint-Sauveur, stojící podle legendy na Apollonově chrámě, byla vystavěna mezi 5. a 18. stoletím a spojuje tak v sobě tři rozdílné styly – románský, gotický a barokní. Nedaleko katedrály stojí Les Thermes Sextius, postavené na starověkých románských lázních Sextius. Slavný Cours Mirabeau, dnes přezdívaný díky své dlouhé aleji krásných platanů jako „zelený tunel“, byl vystavěn v roce 1650 a sloužil jako dvůr na kočáry. Dnes je jednou z nejrušnějších částí města plnou pouličních umělců, luxusních měšťanských domů a elegantních butiků. Okrajové bulváry jsou postaveny na dřívějších hradbách.
Za povšimnutí stojí také Cité du livre umístěné v bývalé továrně na zápalky, kde je kromě jiného knihovna a videotéka s lyrickým uměním Často jsou zde také pořádány výstavy a konference. Místo je také sídlem nadace francouzského básníka Saint-John Perse, s možností prohlídky mistrových děl. Perse studoval práva, poté se stal diplomatem, blízkým spolupracovníkem tehdejšího ministra zahraničí A. Brianda a nakonec generálním tajemníkem francouzského ministerstva zahraničních věcí. Zúčastnil se všech důležitých jednání mezi dvěma válkami. Po porážce Francie odešel do USA, kde pracoval v knihovně Kongresu. Po osvobození odmítl nabízené diplomatické funkce a žil střídavě v USA a na jihu Francie, kde se roku 1950 usadil natrvalo. Roku 1950 také dostal cenu americké poezie, v roce 1959 mu byla udělena Velká národní cena za literaturu a konečně roku 1960 mu byla přiřčena jednomyslně cena za literaturu.

## Vývoj počtu obyvatel
Počet obyvatel

## Podnebí
Podnebí je středozemní: teplé v létě, slunečné a chladné v zimě, mírné na podzim a na jaře. Teploty občas klesnou pod nulu (-8,5 °C et −12 °C Les Milles v únoru 2005), v létě naopak extrémně vysoké (>40 °C).

## Vzdělání a kultura

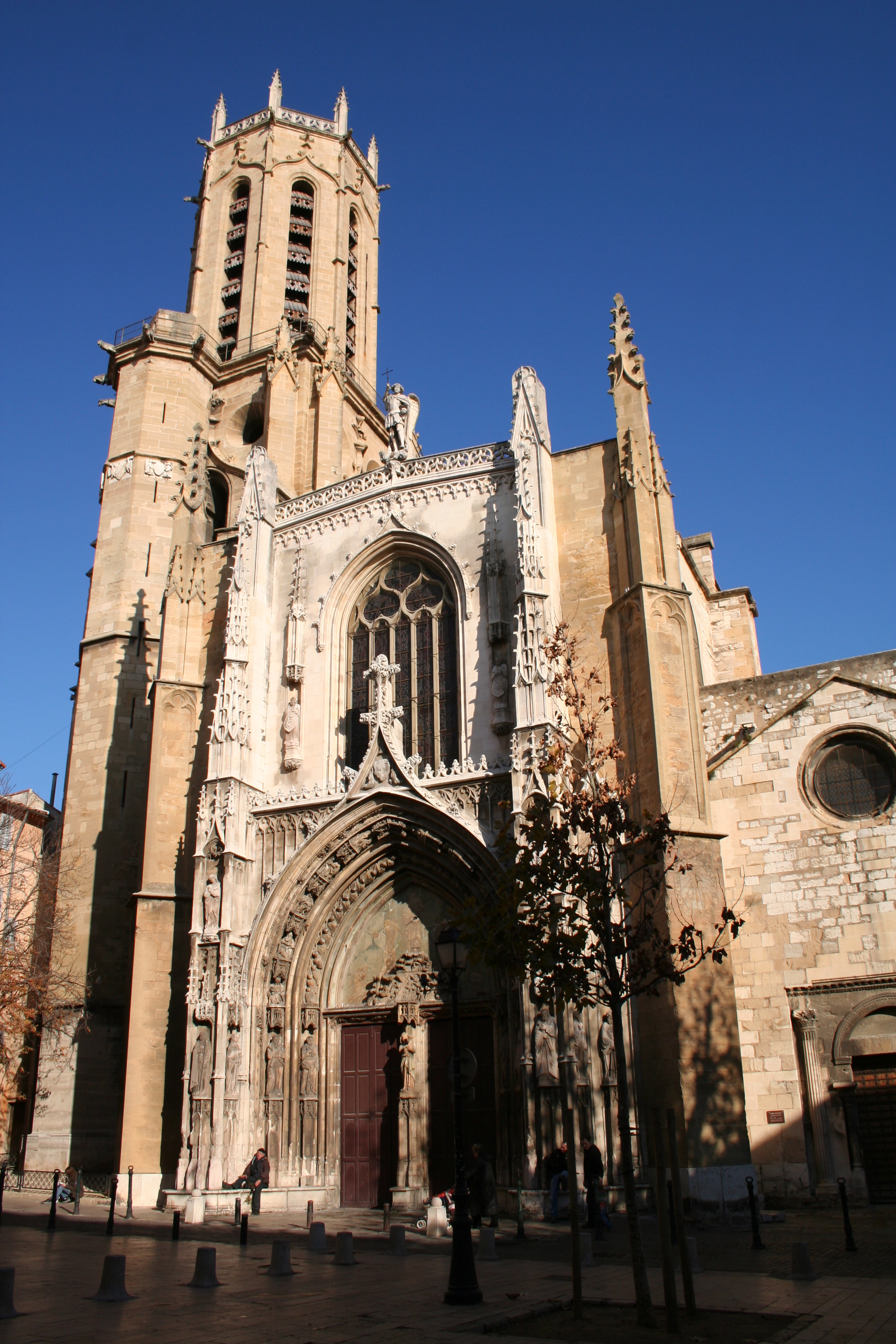
Katedrála

Aix je velké univerzitní město s více než 40 000 studenty.
Université de Provence Aix – Marseille I
Hlavní obory -humanitní vědy, matematika, fyzika, chemie, přírodní vědy
Université d'Aix – Marseille II
Hlavní obory – Matematika, informatika, fyzika, chemie, biologie, oceánologie, ekologie, mechanika kapalin a plynů, lékařství, farmacie a stomatologie, ekonomie
Université d'Aix – Marseille III
Hlavní obory – Věda a technika : organická chemie, fyzika, přírodověda, geologie, fyziologie, neurofyziologie, mechanika, matematika, foto-elektrika
Sociální vědy : právo, ekonomie, politologie, správa a řízení, urbanismus
Institut politických věd
V Aix je také několik lyceí (střední škola) a collége a umělecko-technická škola.
Ve městě je také Arcibiskupské divadlo (Théâtre de l'Archevêché), kde se každoročně koná letní operní festival.

## Ekonomika a průmysl
Město je jedním z nejvýznamnějších center pro výzkum v oblasti informatiky, letectví, elektroniky a životního prostředí. Nachází se zde důležitá síť podniků v oblasti telekomunikace, průmyslového inženýrství a výpočetní techniky, jmenovitě ve výrobě softwaru a programování. Le Pays d'Aix jsou největším střediskem francouzské i evropské mikroelektroniky. Sídlí zde dva přední světoví výrobci integrovaných obvodů – STMicroelectronics a ATMEL. S Aix se také spojuje světoznámá značka ESTHEDERM, výrobce exkluzivní kosmetiky s vlastním výzkumným centrem v Aix-en-Provence. Provence je rovněž největším světovým výrobcem helikoptér – EUROCOPTER.
Aix je také hlavním centrem pro výrobu oliv a olivového oleje. V Pays d'Aix lze napočítat až 2 000 výrobců oleje a zhruba 300 000 udržovaných olivovníků. V údolí Aix je také téměř 50 vinic, které se rozprostírají na ploše 3 500 ha a spolu s dalšími provensálskými vinicemi jsou nejstaršími v Evropě. Vyváží se odtud do celého světa známé odrůdy vín jako Grenache, Syrah, Cabernet Sauvignon a Mourvèdre, z bílých odrůd např. Rolle (francouzský název pro italské Vermentino).
Díky svým službám a vyspělým technologiím prochází Aix obdobím hospodářského rozvoje. Výstavba nové čtvrti Sextius Mirabeau se stala největším evropským urbanistickým projektem.
Aix-en-Provence je i významné turistické město – navštíví ho asi 800 000 turistů ročně, nalézá se v kraji Bouches du Rhone v regionu Provence, který je nejnavštěvovanějším ve Francii. Roční zisk z cestovního ruchu Aix en Provence činí přibližně 150 mil. euro.
Je tu 13 266 podniků, z nichž 359 má více než 50 zaměstnanců.[kdy?] Dochází zde v posledních letech k největšímu nárůstu místních poplatků ve Francii (téměř 8%) zatěžujících daňový základ.

## Sport
Aix-en-Provence je ze sportovního hlediska známé zejména díky klubu amerického fotbalu Les Argonautes (rekordman v počtu titulů) a ženskému basketbalovému týmu le Pays d'Aix Basket 13 (v minulosti mistryně Evropy). Kromě toho působí na vysoké úrovni i házenkářský (Aix UC) a volejbalový (Aix UC) klub, dále klub šermu, badmintonu, taekwonda a squashe (vicemistr světa je z Aix-en-Provence) a ragby (Pays d'Aix Rugby Club). Plavkyně Virginie Dedie (olympijská vítězka a mistryně světa v synchronizovaném plavání) je členkou místního plaveckého klubu.

## Významné osobnosti
Určitě nejznámější osobností Aix en Provence byl Paul Cézanne. Ve městě jsou stezky vyznačené zlatými dlaždicemi s mistrovou iniciálou C, které vedou na jeho nejvíce frekventovaná místa, od rodného domu (28, rue l'Opéra) až k jeho poslední adrese, ulici Boulegon 23. Je možná i návštěva malířova ateliéru des Lauves. Cézannovým dobrým přítelem se stal Emil Zola, který se přestěhoval s rodiči do Aix, když mu byly čtyři roky. V nedalekém zámku Vauvenargues žil také Pablo Picasso, který je zde podle svého přání pochován ve své zahradě. Z českých osobností sem před svým útěkem do USA v roce 1940 emigroval Bohuslav Martinů, skladatel, houslista a pedagog, který sem poté jezdil až do své smrti na prázdniny. Jezdíval sem i Jiří Mucha, syn malíře Alfonse Muchy, český prozaik, scenárista, překladatel a publicista. Na nějakou dobu zde také emigroval malíř Rudolf Kundera a žil tu také Otakar Kubín, malíř, grafik a sochař.

### Známí obyvatelé a rodáci
- Ramon Berenguer V. Provensálský (1205–1245), provensálský hrabě
- Eleonora Provensálská (1223–1291), anglická královna
- Pierre-Joseph Garidel (1658–1737), lékař
- André Campra (1660–1744), hudební skladatel
- Luc de Clapiers, markýz z Vauvenargues (1715–1747), prozaik a moralista
- Michel Adanson (1727–1806), botanik a etnolog
- Gabriel de Riqueti, Comte de Mirabeau (1749–1791), politik, zastánce konstituční monarchie, fyziokrat, řečník, spisovatel a publicista
- Antoine Balthazar Joseph, baron d'André (1759–1825), roajalista, aktér Velké francouzské revoluce
- Evžen z Mazenodu (1782–1861), zakladatel Misionářů oblátů
- François Mignet (1796–1884), historik
- Adolphe Thiers (1797–1877), historik a politik, první prezident třetí republiky
- Paul Cézanne (1839–1906), malíř
- Émile Zola (1840–1902), spisovatel
- Darius Milhaud (1892–1974), hudební skladatel
- Victor Vasarely (1906–1997), francouzský malíř a grafik maďarského původu
- Georges Duby (1919–1996), historik
- Hélène Grimaud (* 1969), klavíristka
- Arnaud Clément (* 1977), tenista

## Partnerská města
- Askalon, Izrael, 1995
- Bath, Velká Británie, 1977
- Coimbra, Portugalsko, 1985
- Granada, Španělsko, 1979
- Kartágo, Tunisko, 1992
- Perugia, Itálie, 1970
- Tübingen, Německo, 1960

## Okolí Aix en Provence
Aix-en-Provence je ideální základnou k řadě zajímavým výletům. Jen pár kilometrů od města se tyčí jeden z jeho symbolů, hora Sainte Victoire, mnohokrát zvěčněná jejím nesporným obdivovatelem Paulem Cézannem.
Za návštěvu stojí také města Nîmes nebo starobylý Avignon, mezi dalšími krásnými městy Montpellier a Cassis se můžete obdivovat nádheře průzračně modrých skalnatých zátok. Určitě by se nemělo zapomenout ani na „galský Řím“ Arles se svým bažinatým krajem plných pelikánů a solných jezírek, kde sedláci chovají bílé koně a černé býky k pořádání zápasů. K vidění jsou také malebné vesničky v horách Luberon jako Les Baux, Bonnieux nebo Lacoste s hradem kontroverzního hraběte de Sade. V Aix je také spousta muzeí, z nichž stojí za pozornost muzeum Granet.